# New Hazelton
New Hazelton (offiziell District of New Hazelton) ist eine Gebietsgemeinde („District Municipality“) im nordwestlichen Zentrum der kanadischen Provinz British Columbia. Die Gemeinde gehört dabei zum Regional District of Kitimat-Stikine.

## Lage
Die Gemeinde liegt am nordwestlichen Rand der Kitimat Ranges, mit den Hazelton Mountains, im Übergang zu den Skeena Mountains. Nördlich der Gemeinde fließt der Bulkley River und sie liegt etwa 135 Kilometer nordöstlich von Terrace sowie etwa 70 Kilometer nordwestlich von Smithers. Unmittelbar nordwestlich der Gemeinde liegt Hazelton.

## Geschichte
Das Gebiet, in dem das Dorf liegt, ist traditionelles Siedlungs- und Jagdgebiet der First Nations, hier der Gitxsan.
Die verschiedenen Goldfunde im nördlichen Bereich von British Columbia hatten auch auf die Gemeinde ihre Auswirkung. Hazelton war Anlegestelle für Raddampfer die Goldsucher und Material in die Gegend brachten.
Etwa ab 1903 kursierten Gerüchte, die Grand Trunk Pacific Railway würde durch dieses Gebiet geführt. In den folgenden Jahren entstanden in der Gegend mehrere Siedlungen da noch nicht genau bekannt war, welcher Trasse die Bahnstrecke folgen würde. So gab es schließlich Hazelton (nunmehr Old Hazelton genannt), New Hazelton und South Hazelton, die als die „Drei Hazeltons“ bekannt wurden. 1914 wurde dann wirklich die Bahnstrecke durch Gegend gebaut und ein Bahnhof in New Hazelton eingerichtet.
Die Zuerkennung der kommunalen Selbstverwaltung für die Gemeinde erfolgte am 15. Dezember 1980 (incorporated als „District Municipality“).

## Demographie
Die offizielle Volkszählung im Jahr 2016, der Census 2016, ergab für die Gemeinde eine Bevölkerungszahl von 580 Einwohnern, nachdem der Zensus im Jahr 2011 für die Gemeinde noch eine Bevölkerungszahl von 666 Einwohnern ergab. Die Bevölkerung hat dabei im Vergleich zum letzten Zensus im Jahr 2011 deutlich um 12,9 % abgenommen und sich damit deutlich gegen den Provinzdurchschnitt, mit einer Bevölkerungszunahme in British Columbia um 5,6 %, entwickelt. Im Zensuszeitraum 2006 bis 2011 hatte die Einwohnerzahl in der Gemeinde noch um 6,2 % abgenommen, während sie im Provinzdurchschnitt um 7,0 % zunahm.
Für den Zensus 2016 wurde für die Gemeinde ein Medianalter von 47,5 Jahren ermittelt. Das Medianalter der Provinz lag 2016 bei 43,0 Jahren. Das Durchschnittsalter lag bei 43,5 Jahren, bzw. bei 41,4 Jahren in der Provinz. Zum Zensus 2011 wurde für die Gemeinde noch ein Medianalter von 54,4 Jahren ermittelt. Das Medianalter der Provinz lag 2011 bei 44,0 Jahren.

## Verkehr
Die Gemeinde liegt am Highway 16, der nördlichen Route des Trans-Canada Highway. In der Gemeinde zweigt die Straße nach Hazelton vom Trans-Canada Highway ab, diese Straße wird inoffiziell auch als „Highway 62“ bezeichnet.
In New Hazelton halten Personenfernzüge von VIA Rail Canada. Die ehemals als „The Skeena“ bezeichnete Verbindung ist einer der wenigen Personenfernzüge in Kanada und verkehrt zwischen Jasper und Prince Rupert.
Weiterhin ist die Gemeinde an ein überregionales Netz von Busverbindungen angeschlossen, welches von BC Bus North betrieben wird. Die Gemeinde ist in diesem Netz mit einer Haltestelle an der Verbindung Prince Rupert–Smithers–Prince George angebunden. Mit Stand 2020 sind in diesem Netz insgesamt 34 Gemeinden und Siedlungen im zentralen und nördlichen British Columbia verbunden.